# 대무가 (영화)
《대무가》는 2022년에 개봉한 대한민국의 영화이다.

## 캐스팅
- 박성웅 : 마성준 역
- 양현민 : 청담도령 역
- 류경수 : 신남 역
- 서지유 : 정윤희 역
- 정경호 : 손익수 역
- 남태우 : 무당선생 역

## 제작진
- 감    독 - 이한종
- 각    본 - 이한종
- 총괄프로듀서 - 조회온
- 기획프로듀서 - 한달호
- 프로듀서 - 임준혁
- 촬    영 - 이석민
- 조    명 - 김바다
- 프로덕션디자이너 - 전진원
- 소    품 - 오진석
- 편    집 - 문인대
- 동시녹음 - 임형주
- 그    립 - 박범준
- 의    상 - 남지수
- 분    장 - 김서희
- 특수효과 - 홍장표
- 무    술 - 한대룡
- 특수분장 - 피대성
- 특수소품 - 피대성
- 음    악 - 박기헌
- 사운드디자인 - 이승철
- 시각효과 - 양일석
- 디지털색보정 - 이승훈
- 제작실장 - 나기돈
- 조 감 독 - 김권태
- 기    획 - 김민국, 임상희
- 제    작 - 김민국, 임상희
- 공동제작 - 조희대
- 제작지원 - 송찬호, 김수인
- 포스트프로덕션 슈퍼바이저 - 윤소일

## 기술 양식
108 min

## 영화제 상영부문
| 연도 | 영화제                | 상영부문   |
| ---- | --------------------- | ---------- |
| 2020 | 제25회 부산국제영화제 | 오픈시네마 |

## 관련 기사
《대무가》, 아따 신박하다! 
시사저널 - 2022.10.09

[ET-ENT 영화] ‘대무가’ 서지유의 연기력과 절제력! 반전을 꾀하며, 스토리텔링의 중심과 균형을 잡는다!
RPM9 - 2022.10.09

[스경연예연구소] 박성웅이 큰 무당을?...‘대무가의 모든 것’
스포츠경향 - 2022.10.05

[사진]대무가,'VIP 시사회 포토월' 
OSEN - 2022.10.04

'대무가', 살인사건과 무당 그리고 힙합의 엉뚱한 블렌딩 [시네마 프리뷰]
NEWS 1 - 2022.10.03

'대무가' 박성웅→정경호, 신들린 연기로 스크린 접수할까 [종합]
스타뉴스 - 2022.09.16